# Josep Maria Puchades i Benito
Josep Maria Puchades i Benito (Granollers, Vallès Oriental, 1913 - Barcelona, 29 d'octubre de 1982) va ser un enginyer industrial i geògraf català.
Realitzà els estudis primaris a Granollers, la ciutat on va néixer, i on va sorgir el seu interès per la geografia. Durant els anys trenta col·laborà amb Pau Vila en els treballs de la Ponència per a la Divisió territorial de Catalunya de 1936, esdevenint amic personal. Després de la Guerra Civil, el 1943, es llicencià com a enginyer industrial a la Universitat de Barcelona, i posteriorment, el 1965, es doctorà a la mateixa universitat. En acabar els estudis universitaris, diverses activitats professionals li proporcionaren cert èxit econòmic, que li permeté, posteriorment, poder exercir el mecenatge en el camp editorial i a la Societat Catalana de Geografia, entitat que ell mateix va crear el 1978.
Com a enginyer, combina la docència a la Universitat Politècnica de Barcelona amb la gestió en l'àmbit del planejament territorial. Així, entre els anys 1958 i 1978 dirigí el Servei Cartogràfic de la diputació de Barcelona, que acabaria convertint-se en l'Institut Cartogràfic de Catalunya (ICC). Aquesta ocupació la compaginà amb la docència de la topografia i de la cartografia a diverses escoles i facultats universitàries. Va participar, sota la direcció de l'arquitecte Manuel Baldrich i Tibau, en la Comissió Provincial d'Urbanisme, Arquitectura i Habitatge de Barcelona, que el 1959 redacta el Pla d'Ordenació de la Província de Barcelona, on es proposa una estructura comarcal que reproduïa les demarcacions del 1936. També participa en l'Equip Director de la Comissió Tècnica de Revisió del Pla Comarcal, responsable de la redacció del Pla Director de l'Àrea Metropolitana de Barcelona de 1966.
Fou un dels impulsors de les editorials Alpina i Montblanch, ambdues especialitzades en la publicació de guies i llibres de caràcter geogràfic i excursionista, i el 1978 creà la «Revista Catalana de Geografia», òrgan oficial de la Societat i precedent dels «Treballs de la Societat catalana de Geografia».
El fons documental de Puchades fou el primer que arribà l'any 1983 a l'Institut Cartogràfic de Catalunya. Aquest fons, juntament amb la cartoteca que ell mateix havia fundat a la Diputació de Barcelona –d'on era el Cap del Servei de cartografia– i que fou traspassada a la Generalitat de Catalunya, constituí el nucli inicial de la Cartoteca de Catalunya. Format principalment per mapes i llibres, el fons Puchades incloïa una part de documentació original de Pau Vila i Dinarès, que aquest havia traspassat en vida al seu amic Puchades.